# M3GAN
M3GAN – amerykański horror z 2022 roku w reżyserii Gerarda Johnstone'a. W głównych rolach wystąpili Allison Williams, Violet McGraw i Amie Donald. Film miał premierę 7 grudnia 2022 roku.

## Fabuła
Gemma, programistka w firmie produkującej zabawki, pracuje nad nową lalką opartą na technologii sztucznej inteligencji o nazwie M3GAN, która ma być innowacją w kwestii wychowania dziecka poprzez zabawę i nadzorowanie go zamiast rodzica. Kiedy przychodzi jej zająć się swoją osieroconą siostrzenicą, postanawia wprowadzić prototyp lalki do swojego gospodarstwa domowego. Z czasem lalka zaczyna wykazywać niepokojące zachowania.

## Obsada
- Allison Williams jako Gemma
- Violet McGraw jako Cady
- Ronny Chieng jako David
- Amie Donald jako M3GAN
- Jenna Davis jako M3GAN (głos)
- Brian Jordan Alvarez jako Cole
- Jen Van Epps jako Tess
- Stephane Garneau-Monten jako Kurt
- Lori Dungey jako Celia
- Amy Usherwood jako Lydia
- Jack Cassidy jako Brandon
- Michael Saccente jako Greg[1]

## Produkcja
Okres zdjęciowy trwał między 10 kwietnia a 19 czerwca 2021 roku. Film kręcono w Nowej Zelandii oraz Nowym Jorku w Stanach Zjednoczonych.

## Odbiór

### Reakcja krytyków
Film spotkał się z pozytywną reakcją krytyków. W agregatorze recenzji Rotten Tomatoes 93% z 300 recenzji uznano za pozytywne, a średnia ocen wyniosła 7,1 na 10. Z kolei w agregatorze Metacritic średnia ważona ocen z 54 recenzji wyniosła 72 punktów na 100.